# Голубицький Григорій
Голубицький Григорій (1745 — р.с. невід.) — чорноморський козак. Під час російсько-турецької війни 1787—1791 брав участь в абордажних битвах з кораблями супротивника під командуванням військового судді А.Головатого, а 7 листоп. 1788 у складі десантного загону штурмував турецьку фортецю на острові Березань. За хоробрість і мужність був переведений князем Г.Потьомкіним у полкові хорунжі з наданням чину прапорщика. Після переміщення восени 1792 Чорноморського козацького війська на Кубань Г. як письменного й чесного офіцера було призначено наглядачем провіантського магазину. Збудував біля Старого Темрюка хутір, на місці якого згодом виникла станиця, що дістала назву Голубицька (нині станиця Краснодарського краю, РФ).